# Горюнов, Павел Панфилович
Павел Панфилович Горюнов — советский хозяйственный, государственный и политический деятель, Герой Социалистического Труда.

## Биография
Родился в 1933 году в Тартуском уезде. Член КПСС.
С 1951 года — на хозяйственной, общественной и политической работе. В 1951—1991 гг. — рулевой клуба ДОСААФ, матрос Военно-Морского Флота СССР, рыбак в колхозе имени 21 июня Тартуского района Эстонской ССР, токарь, токарь-автоматчик Тартуского приборостроительного завода Министерства приборостроения, средств автоматизации и систем управления СССР.
За использование коллективных форм организации труда был в составе коллектива удостоен Государственной премии СССР за выдающиеся достижения в труде 1981 года.
Указом Президиума Верховного Совета СССР от 9 августа 1985 года за выдающиеся успехи по досрочному выполнению производственных заданий и социалистических обязательств одиннадцатой пятилетки, большой личный вклад в совершенствование организации труда присвоено звание Героя Социалистического Труда с вручением ордена Ленина и золотой медали «Серп и Молот».
Избирался депутатом Верховного Совета СССР 11-го созыва. Делегат XXVII съезда КПСС.
Живёт в России.